# Silt
Silt – miasto w Stanach Zjednoczonych, w stanie Kolorado, w hrabstwie Garfield.